# Francisco Mattia
Juan Francisco Mattia (Luján, Buenos Aires, 24 de junio de 1988) es un  futbolista argentino. Juega de zaguero central y su actual equipo es Almagro de la Primera B Nacional.

## San Martín (SJ)
El 30 de julio de 2011 el elenco sanjuanino compra el 90% de su pase al club Flandria
El 4 de agosto de 2013 hace su primer gol con la camiseta verdinegra contra Aldosivi, después de haber estado 8 meses afuera de las canchas por una lesión.
El viernes 12 de septiembre de 2014 hace su segundo gol frente a Guaraní, dejando así a su equipo en lo más alto de la tabla.
El 14 de mayo de 2014 luego del partido perdido contra Defensa y Justicia que le permitió a este último ascender a primera división, Francisco recibe un golpe en la cabeza de su propio compañero Ezequiel Michelli, lo que lo llevó a tener que hacerse 10 puntos y estar unas semanas alejado de las canchas.
Durante el mercado de pases de 2015/2016, Racing estuvo a punto de comprar su pase por pedido del técnico de ese equipo y exentrenador de Francisco en San Martín: Facundo Sava. Por cuestiones económicas en el precio del pase no se pusieron de acuerdo los clubes.
El 6 de febrero de 2016 vuelve a hacer un gol, pero esta vez en primera división y contra Newells, luego de un córner cabecea solo entrando por el segundo palo.

## Clubes
Santa Elena de Luján
| Club                   | País      | Año             |
| ---------------------- | --------- | --------------- |
| Flandria               | Argentina | 2008 - 2011     |
| San Martín de San Juan | Argentina | 2011 - 2021     |
| Alvarado               | Argentina | 2022            |
| Racing de Córdoba      | Argentina | 2023            |
| Almagro                | Argentina | 2024-Actualidad |